# Capital T
Трим Адеми (алб. Trim Ademi; Приштина, 1. март 1993), познат као Capital T, албански је репер, певач, текстописац и филантроп са Косова и Метохије. Ујак га је у раној младости упознао са музиком и репом. Постао је познат на албанском говорном подручју, нарочито након што је објавио два студијска албума, Replay (2010) и KAPO (2012). Након успеха оба албума, основао је сопствену дискографску кућу под називом Authentic Entertainment.

## Детињство и младост
Рођен је 29. фебруара 1992. године у Приштини. Његов отац Агим Адеми је бивши професионални фудбалер и садашњи председник Фудбалског Савеза Косова.

## Дискографија
- (2010)
- (2012)
- (2015)
- (2017)
- (2020)
- (2021)